# Ču Kao-sü
Ču Kao-sü (čínsky: pchin-jin Zhū Gāoxù , znaky 朱高煦; 30. prosince 1380 – 6. října 1426) byl druhý syn Jung-leho, císaře čínské říše Ming. V čínské občanské válce, která vynesla jeho otce na císařský trůn, se uplatnil jako schopný vojevůdce. Roku 1395 obdržel titul kníže z Kao-jang, roku 1404 se stal knížetem z Chan (漢王). Roku 1426 povstal proti císaři Süan-teovi, svému synovci. Byl rychle poražen a zabit.

## Život
Ču Kao-sü se narodil roku 1380 jako druhý syn Ču Tiho, tehdy knížete z Jen. Ču Ti byl čtvrtý syn Chung-wua, zakladatele dynastie Ming. Roku 1395 obdržel titul knížete z Kao-jang (高陽王). Ču Ti roku 1399 povstal proti císaři Ťien-wenovi, svému synovci, následná občanská válka skončila roku 1402 vítězstvím Ču Tiho, který nastoupil na císařský trůn. Fyzicky zdatný a energický, ale i arogantní Ču Kao-sü se v bojích osvědčil jako schopný vojevůdce.
Roku 1404 se stal knížetem z Chan a byl pověřen kontrolou Jün-nanu. Do vzdálené provincie ale odmítl odjet, císař ustoupil a ponechal ho u dvora. Poté se Ču Kao-sü s úspěchem účastnil mnoha bojů s Mongoly na severní hranici a získal uznání otce za své vojenské úspěchy. Vměšoval se i do dvorských intrik, kde se snažil podrýt pozice svých sourozenců, především následníka trůnu Ču Kao-čch’a, a ministrů je podporujících. Roku 1407 tak dosáhl odvolání ministra Sie Ťina, roku 1414 na jeho nepřátelství doplatili velcí sekretáři Chuang Chuaj, vězněný následujících 10 let, a Jang Š’-čchi, který se však dokázal ospravedlnit a vrátit do úřadu.
Roku 1416 byl za neposlušnost vykázán do malého údělu Le-an v prefektuře Čching-čou v Šan-tungu. Opět odmítl odjet a byl pokárán. Ilegální výstavba soukromé armády a vražda důstojníka mu vynesly degradaci na obyčejného poddaného a později i uvěznění, po roce byl vypovězen do Šan-tungu.
V květnu 1425 jeho starší bratr zemřel po roční vládě. Císařskou hodnost převzal mladý syn zemřelého panovníka Süan-te, Ču Kao-süův synovec. Ču Kao-sü se pokládal za neprávem opominutého a rozhodl se, stejně jako jeho otec Ču Ti, získat trůn. V mladém císaři neviděl vážnou překážku. Začal organizovat armádu, se kterou plánoval tažení do hlavního města a získání trůnu. Ale na rozdíl od svého otce měl mnohem slabší postavení. Navíc podcenil rozhodnost vlády, vedené zkušeným politiky (na nebezpečného knížete upozorňoval především velký sekretář Jang Žung), a schopnosti císaře. Ten se v září 1426, kdy se Ču Kao-sü otevřeně vzbouřil, osobně postavil do čela 20 tisíc vojáků vedených generálem Süe Lu (1358–1430), přitáhl do Le-anu a rozehnal rebely. Ču Kao-sü byl uvězněn, 600 jeho stoupenců popraveno, 2200 vypovězeno.
Během následného vyšetřování vyšlo najevo, že ve vzpouře byli zapleteni Ču Kao-suej, třetí syn Jung-leho, a několik dalších knížat. V zájmu stability státu nebyli potrestání. Císař si zprvu nepřál ani smrt svého strýce, ale když ho rozhněvala zajatcova arogance, přikázal ho zabít i s jeho syny.